# Lydia Lunch

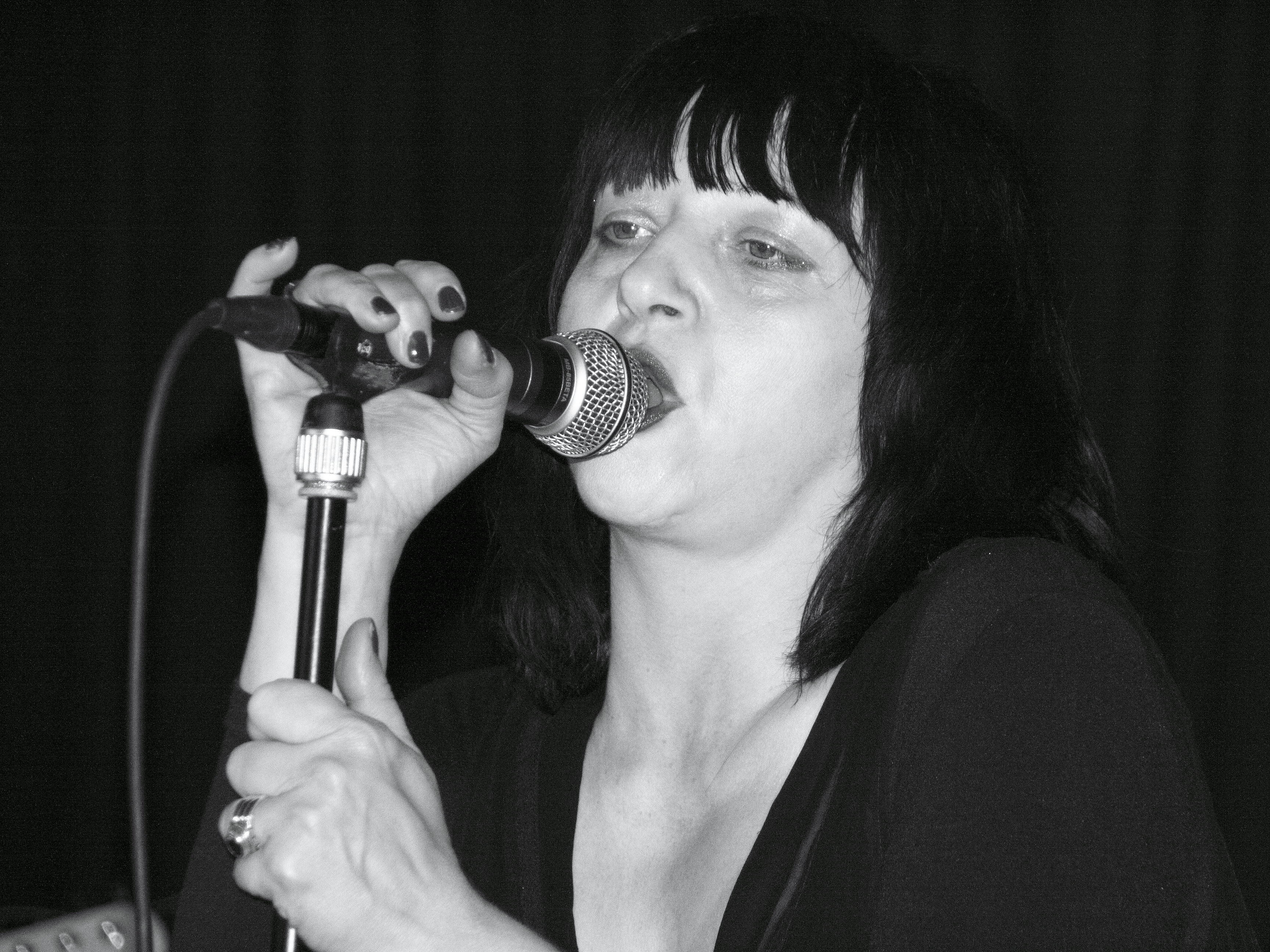
Lydia Lunch im club W71, November 2011

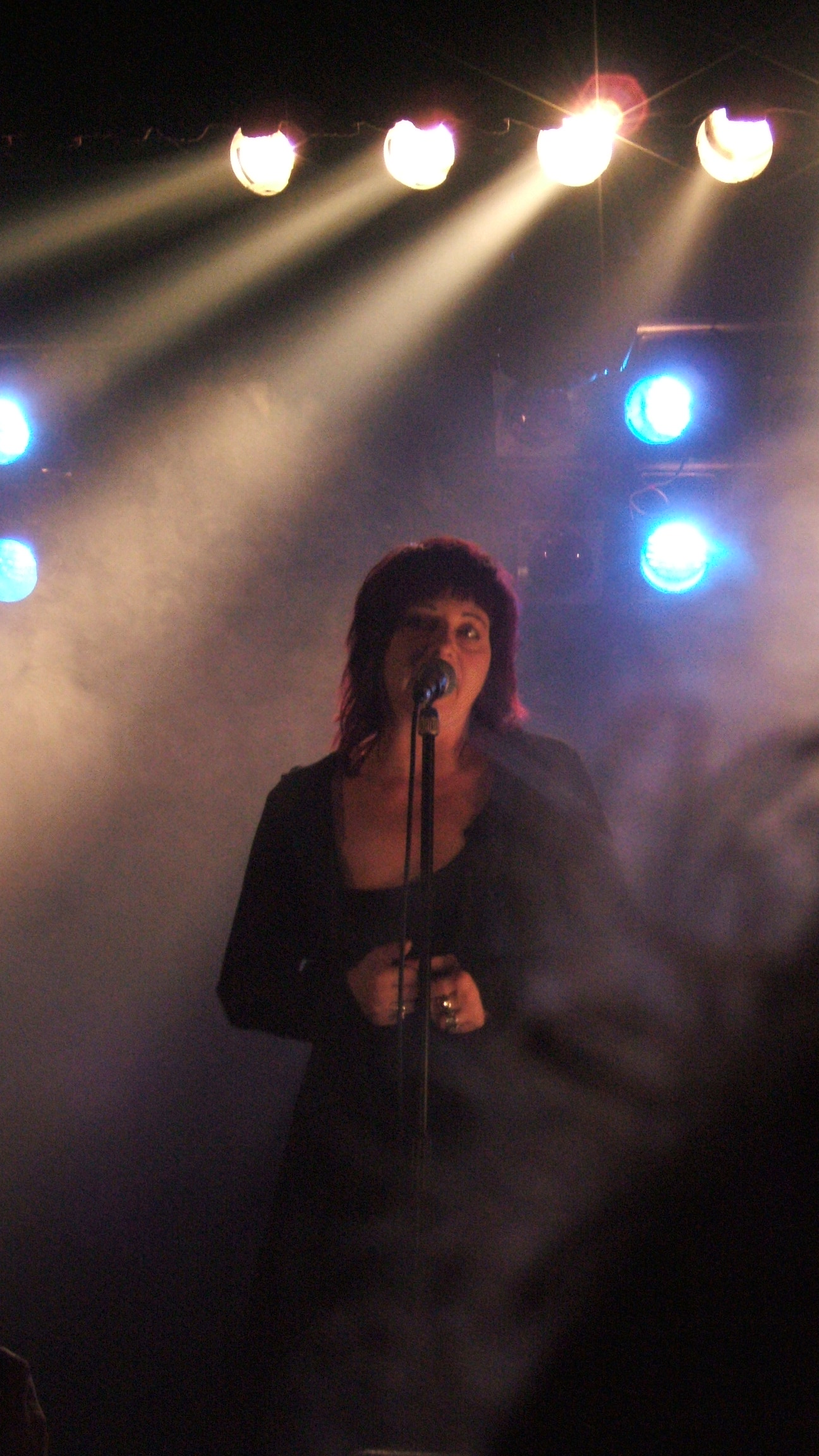
Lydia Lunch bei einem Konzert 2005

Lydia Lunch (* 2. Juni 1959 als Lydia Anne Koch in Rochester, New York) ist eine US-amerikanische Sängerin, Dichterin und Schauspielerin.
Sie gründete 1977 die kurzlebige No-Wave-Band Teenage Jesus and the Jerks. Danach startete sie eine Solokarriere und arbeitete unter anderem mit J. G. Thirlwell (Foetus), Kim Gordon, Rowland S. Howard, Michael Gira, The Birthday Party, den Einstürzenden Neubauten, Joseph Budenholzer (Backworld), Die Haut und Omar Rodriguez Lopez zusammen.
Darüber hinaus spielte sie in einigen Underground-Filmen, u. a. von Richard Kern, mit und gibt auch Spoken-Word-Vorstellungen.

## Diskografie

### Musik
- Babydoll b/w Freud In Flop, Teenage Jesus and the Jerks (7" / Lust/Unlust, 1979)
- Try Me b/w Staircase, Beirut Slump (7" / Lust/Unlust, 1979)
- Orphans b/w Less of Me, Teenage Jesus and the Jerks (7" / Migraine, 1979)
- Pink, Teenage Jesus and the Jerks (12" / Lust/Unlust, 1979)
- Pre-Teenage Jesus, Teenage Jesus and the Jerks (12" / ZE, 1979)
- Off White, James White and the Blacks (LP / ZE, 1979; unter dem Namen Stella Rico)
- Queen of Siam, (LP / ZE, 1979)
- Diddy Wah Diddy b/w Dead Me You B-Side, 8 Eyed Spy (7" / Fetish, 1980)
- 8 Eyed Spy, 8 Eyed Spy (LP / Fetish, 1981)
- Live, 8 Eyed Spy (cassette / ROIR, 1981)
- Devil Dogs (live in Italy / unveröffentlicht, 1981)
- 13.13, (LP / Ruby, 1981)
- The Agony is the Ecstasy, (split 12" EP mit The Birthday Party / 4AD, 1982)
- Some Velvet Morning, mit Rowland S. Howard (12" EP / 4AD, 1982)
- Der Karibische Western, Die Haut (12" EP, 1982)
- Thirsty Animal, Einstürzende Neubauten (12" EP, 1982)
- Boy-Girl, Sort Sol (7", 1983)
- Dagger & Guitar, Sort Sol (LP, 1983)
- In Limbo, mit Thurston Moore (12" EP / Widowspeak, 1984)
- The Drowning of Lucy Hamilton, mit Lucy Hamilton aka China Burg von MARS (12" EP / Widowspeak, 1985)
- A Dozen Dead Roses, No Trend (LP, 1985)
- Heart of Darkness, mit No Trend (10" EP / Widowspeak, 1985)
- Death Valley '69, mit Sonic Youth (12", 1986)
- Hysterie, Compilation (LP, 1986)
- The Crumb, mit Thurston Moore (12" EP / Widowspeak, 1987)
- Honeymoon in Red, mit sehr vielen Gaststars, unter anderem Rowland S. Howard, JG Thirlwell, Thurston Moore und Nick Cave (LP, 1987)
- Stinkfist, mit Clint Ruin (12" EP, 1987)
- Naked In Garden Hills, Harry Crews (1987)
- Don’t Fear the Reaper, mit Clint Ruin (12" EP, 1991)
- Shotgun Wedding, mit Rowland S. Howard (CD, 1991)
- Head On, Die Haut (CD / Triple X, 1992)
- Sweat, Die Haut (CD / Triple X, 1992)
- Twisted, (7", 1992)
- Unearthly Delights, (7", 1992)
- Transmutation + Shotgun Wedding Live in Siberia, mit Rowland S. Howard (CD, 1994)
- Everything, Teenage Jesus and the Jerks (CD re-issue / Atavistic, 1995)
- Luncheone, 8 Eyed Spy (CD re-issue / Atavistic, 1995)
- No Excuse b/w A Short History of Decay, mit Lee Ranaldo (7" / Figurehead, 1997)
- The Desperate Ones, mit Glyn Styler (CD EP / Atavistic, 1997)
- York (First Exit To Brooklyn), mit The Foetus Symphony Orchestra (CD, 1997)
- Matrikamantra, (CD, Crippled Dick Hot Wax!, 1997)
- Widowspeak: The Original Soundtrack, Best-of Compilation (2CD / NMC, 1998)
- Champagne, Cocaine & Nicotine Stains,  mit Anubian Lights (MCD, 10" / Crippled Dick Hot Wax!, 2002)
- Smoke in the Shadows, (CD / Atavistic, 2004)
- Omar Rodriguez Lopez & Lydia Lunch, mit Omar Rodriguez Lopez (CD / Konkurrent, 2007)
- In Comfort, mit Philippe Petit (Vinyl, 12", Picture Disc, cz007 Comfortzone, 2011)

### Spoken Word
- Better an Old Demon Than a New God, Giorno Poetry Systems comp. mit William S. Burroughs, Psychic TV, Richard Hell und anderen (1984)
- The Uncensored, solo (1984)
- Hard Rock, solo (Split MC mit Michael Gira / Ecstatic Peace, 1984)
- Oral Fixation, solo (12", 1988)
- Our Fathers Who Aren’t in Heaven, mit Henry Rollins, Hubert Selby und Don Bajema (1990)
- Conspiracy of Women, solo (1990)
- South of Your Border, mit Emilio Cubeiro (1991)
- POW, solo (1992)
- Crimes Against Nature, solo spoken-word anthology (Tripple X/Atavistic, 1994)
- Rude Hieroglyphics, mit Exene Cervenka (Rykodisc, 1995)
- Universal Infiltrators, (Atavistic, 1996)
- The Devil’s Racetrack (2000)

## Filmografie

### Als Schauspielerin
- She Had Her Gun All Ready (1978)
- Guerillere Talks (1978)
- Black Box (1979)
- Beauty Becomes the Beast (1979)
- The Offenders (1979–1980)
- Liberty’s Booty (1980)
- Subway Riders (1981)
- Like Dawn to Dust (1983)
- Vortex (1983)
- Submit to Me (1985)
- The Right Side of My Brain (1985)
- Fingered (1986)
- Submit to Me Now (1987)
- Mondo New York (1987)
- Penn & Teller’s Invisible Thread (1987)
- Penn & Teller’s BBQ Death Squad (198?)
- Kiss Napoleon Goodbye (1990)
- Thanatopsis (1991)
- Visiting Desire (1996)
- Power of the Word (1996)
- The Heart is Deceitful Above all Things (2004)
- Psychomentsrum (bisher nicht veröffentlicht)

### Als Regisseurin
- Men in Orbit (1981)

### Als Autorin
- The Right Side of My Brain (1985)
- Fingered (1986)
- Paradoxia: A Predator’s Diary (1997), deutsch: Paradoxie. Tagebuch eines Raubtiers (Bremen 2000) ISBN 3-934790-00-3
- Adulterers Anonymous (1996)
- Incriminating Evidence (1992), deutsch: Belastende Indizien (Bremen 2000) ISBN 3-934790-01-1

### Als Komponistin
- The Offenders (1980)
- Vortex (1983)
- The Right Side of My Brain (1985)
- Goodbye 42nd Street (1986)
- Fingered (1986)
- I Pass for Human (2004)

### Als Themenpunkt
- Rome 78 (1978)
- The Wild World of Lydia Lunch (1983)
- Penn & Teller’s Cruel Tricks for Dear Friends (1987)
- Put More Blood into the Music (1987)
- The Gun is Loaded (1988–1989)
- The Road to God Knows Where (1990)
- Malicious Intent (1990)
- The Thunder (1992)
- Paradoxia (1998)
- Kiss My Grits: The Herstory of Women in Punk and Hard Rock (2001)
- DIY or Die: How to Survive as an Independent Artist (2002)

### Als Erzählerin
- American Fame Part 1: Drowning River Phoenix (2004)

## Bibliografie
- Adulterers Anonymous (1982 mit Exene Cervenka)
- AS-FIX-E-8 (1990 mit Mike Matthews)
- Bloodsucker (1992 mit Bob Fingerman)
- Incriminating Evidence (1992)
- Paradoxia; a Predator’s Diary (1997)
- Toxic Gumbo (1998 mit Ted McKeever)
- The Gun is Loaded Black Dog Publishing, London UK 2007
- Will Work for Drugs Akashic, 2009
- The Need to Feed: Recipes for Developing a Healthy Obsession with Deeply Satisfying Foods RCS MediaGroup Universe imprint, 2012
- So Real It Hurts, Seven Stories Press, New York 2019

## Dokumentarfilm über Lydia Lunch
- Lydia Lunch - The War is never over, Regie: Beth B, USA 2020, 75 min